# Lampe à vapeur de mercure

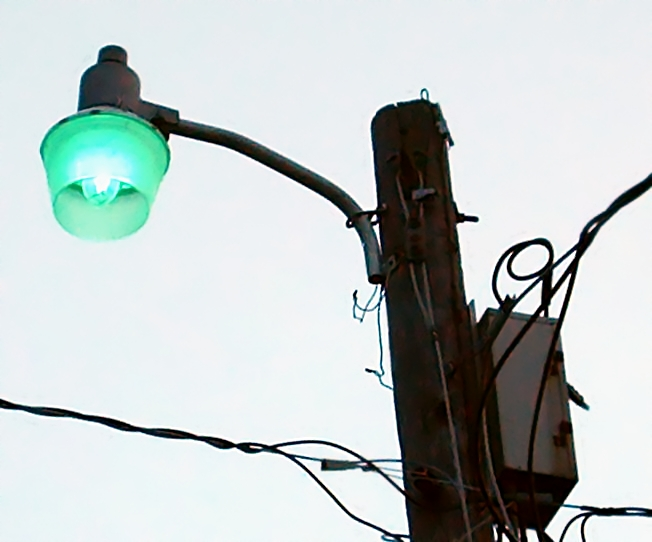
Une lampe à vapeur de mercure de 175 watts, environ 15 secondes après le démarrage.

Une lampe à vapeur de mercure est une lampe à décharge qui utilise un arc électrique à travers du mercure vaporisé pour produire de la lumière.

## Principe et origine

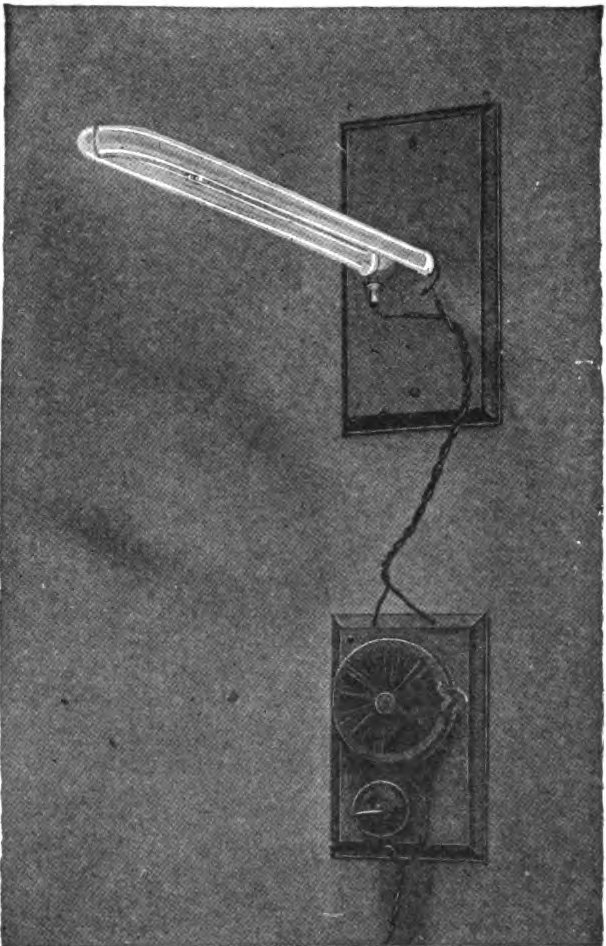
Lampe de Cooper Hewitt, 1903.

Si l'on fait traverser les vapeurs de certains corps par un courant électrique ces vapeurs deviennent lumineuses.
Charles Wheatstone a observé le spectre d'une décharge électrique dans de la vapeur de mercure en 1835 et a noté les raies ultraviolettes dans ce spectre. En 1860, John Thomas Way a utilisé des lampes à arc fonctionnant dans un mélange d'air et de vapeur de mercure à la pression atmosphérique pour l'éclairage. Le physicien allemand Leo Arons (1860-1919) a étudié les décharges de mercure en 1892 et a développé une lampe basée sur un arc de mercure. En février 1896, Herbert John Dowsing et H. S. Keating, d'Angleterre, ont breveté une lampe à vapeur de mercure, considérée par certains comme la première véritable lampe à vapeur de mercure.
La première lampe à vapeur de mercure à connaître un grand succès a été inventée en 1901 par l'ingénieur américain Peter Cooper Hewitt. Les premières lampes qu'il a réalisé sont formées de tube de verre de 125 cm de longueur, et de 2,5 cm de diamètre. L'électrode négative se trouve à l'extrémité du tube qui se termine en ampoule ; cette ampoule s'appelle encore chambre de condensation. À l'autre extrémité le tube se termine par un léger renflement qui contient l'électrode positive. Dans la partie extrême de la chambre de condensation se trouve une petite capsule dans laquelle est scellé un fil de platine amenant le courant au mercure ; sur cette capsule est fixée une sorte de douille reliée au fil de platine et qui sert à établir les connexions extérieures.